# Lúkianos
Lúkianos ze Samosaty, lat. Lucianus Samosatensis (kolem 120 Samosata – po 180, patrně v Alexandrii) byl starověký řečník, satirik a filosof, který psal řecky.

## Život
Lúkianos se narodil v nemajetné rodině v Samosatě na horním toku Eufratu, dnes Samsat v jihovýchodním Turecku blízko hranic se Sýrii. Učil se nejprve sochařem, ale pak se rozhodl pro dráhu řečníka a spisovatele. Hodně cestoval po celém Středomoří až po Gallii, deset let žil v Athénách, byl také v Římě a uměl trochu latinsky. V pozdním věku se stal úředníkem v Alexandrii, kde snad také zemřel (podle jiných pramenů zemřel v Athénách).

## Dílo
Lúkianovo dílo bylo velmi oblíbené, i když nepsal lidovou řečtinou své doby, nýbrž slohem i jazykem klasické doby. Pod jeho jménem se uvádí 80 spisů, z nichž asi 70 je pravých. Psal nejprve jednoduché dialogy z běžného života a lehké kritické satiry o náboženství („Rozhovory bohů“), o marnivosti bohatých („Timon čili misantrop“, „Parasit“), o prostitutkách („Hovory hetér“) nebo o lidské hlouposti. Později psal ostřejší satiry o slavných lidech nebo o filosofech („Dražba životů“), o historii a také fantastické příběhy („Cesta vzduchem“, „Pravdivé příběhy“). Díky satiře „Pravdivé příběhy“ (Alétheis historiai, Ἀληθεῖς Ἱστορίαι)
 je někdy označován za jednoho ze zakladatelů science fiction. V díle Lúkiána se například také dozvídáme, že obyvatelé antického světa již znali zkamenělé otisky stop pravěkých živočichů, interpretovali je však jako pozůstatky mytických heroů (například jako stopy Hérakla).

V českém překladu vyšly roku 1930 Lúkianovy Hovory záhrobní (Česká akademie věd a umění, přeložil František Machala). Později vyšly v překladu též Pravdivé příběhy (SNKLU 1963) a výbor O bozích a lidech, kde je mj. autobiografická próza O snu a dále především ty spisky, které obsahují kritiku mytologických a náboženských představ, pověr a bludů (Svoboda 1981 jako 45. svazek edice Antická knihovna).

## Vliv
Lúkianovo dílo se těšilo velké pozornosti v humanismu a Erasmus Rotterdamský vydal spolu s Thomasem Morem roku 1506 jeho spisy. Hodně se četl také v osvícenství, kdy se podle jeho popisů malovaly obrazy i psaly divadelní hry.
| „                   | Je s podivem, že lidé, kteří se vydávají za odborníky, si navzájem protiřečí a o téže věci mají různé pojmy. | “ |
| — Cesty vzduchem, 5 | |   |